# Max Newman
Maxwell Herman Alexander Newman (Londres, 7 de fevereiro de 1897 — Cambridge, 22 de fevereiro de 1984) foi um matemático e criptólogo britânico.
Durante a Segunda Guerra Mundial participou em Bletchley Park na decifração dos códigos alemães.
Foi Professor Fielden de Matemática Pura, Universidade de Manchester, de 1945 a 1954.
Foi eleito membro da Royal Society em 1939.